# Lampaul-Plouarzel
Lampaul-Plouarzel är en kommun i departementet Finistère i regionen Bretagne i västra Frankrike. Kommunen ligger i kantonen Saint-Renan som tillhör arrondissementet Brest. År 2022 hade Lampaul-Plouarzel 2 176 invånare.

## Befolkningsutveckling
Antalet invånare i kommunen Lampaul-Plouarzel
Referens:INSEE